# Sobrepesca

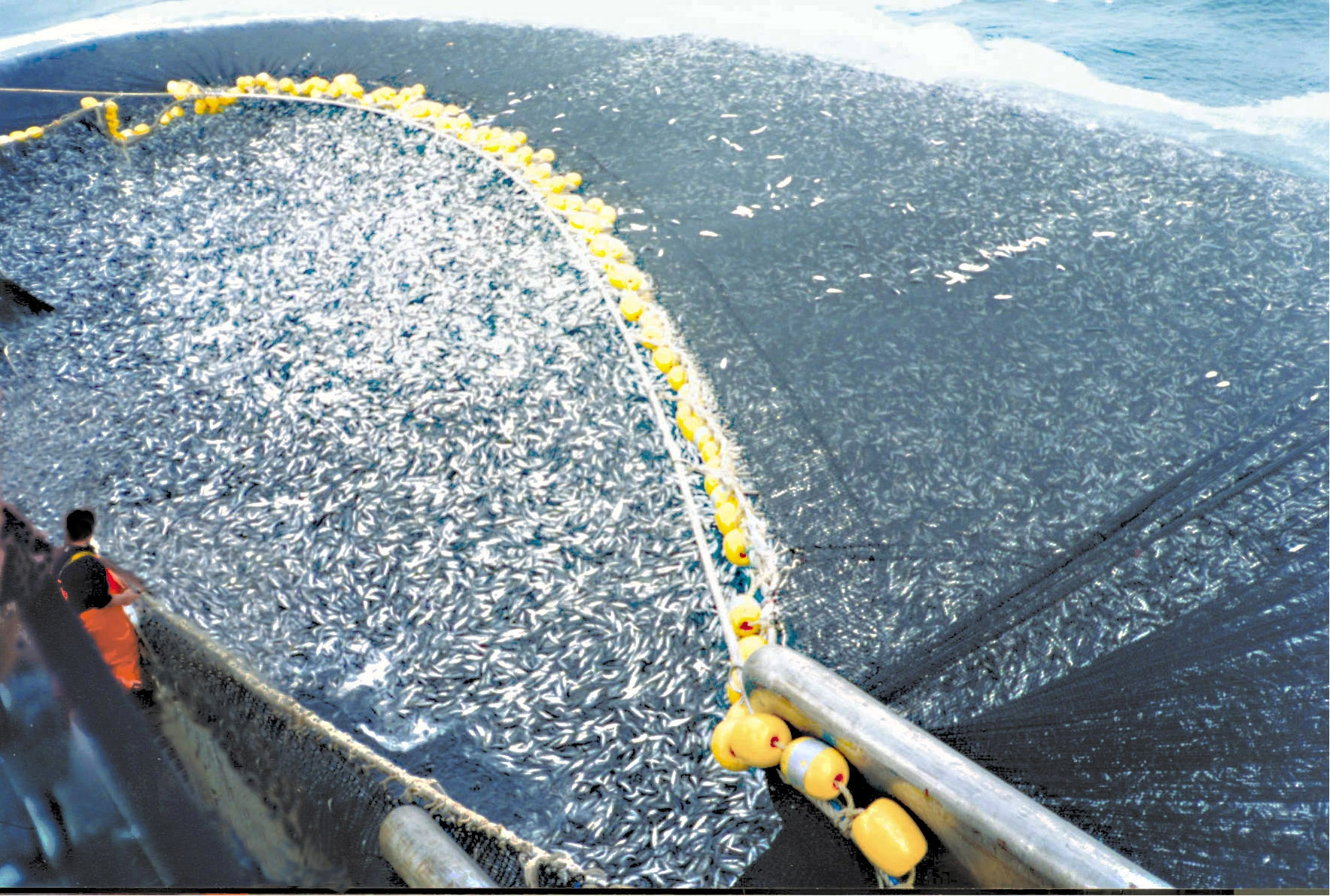
400 tones de peixos (Trachurus murphyi) en una xarxa d'un vaixell pesquer xilè

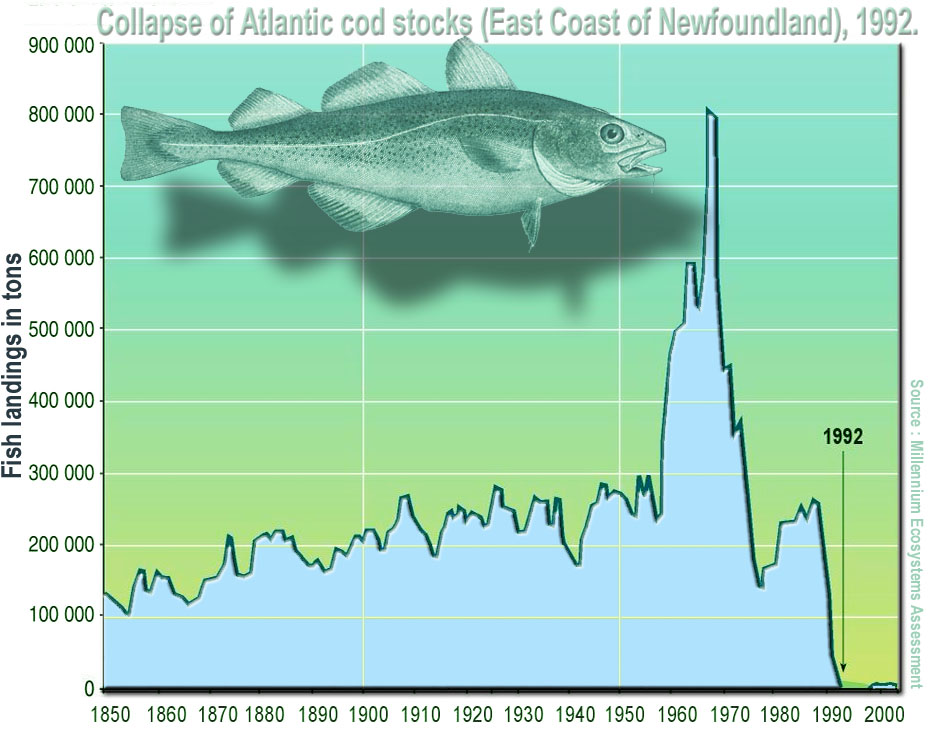
El bacallà de l'Atlàntic va patir sobrepesca en les dècades de 1970 i 1980 amb un col·lapse el 1992

Les captures globals a mar obert s'han estancat des de la dècada del 1980, compensades per l'increment de l'aqüicultura

La sobrepesca es produeix quan un excés de pesca redueix els estocs de peixos per sota de l'índex de recuperació, fent que la població de peixos ja no sigui sostenible. Això pot passar tant en aigües marines com en llacs o rius.
La sobrepesca pot acabar deixant exhausts el recursos en els casos de pesca subvencionada, taxes biològiques baixes de creixement i nivells críticament baixos de biomassa. Per exemple en els taurons la sobrepesca ha afectat la totalitat de l'ecosistema marí. Un estudi va revelar que els estocs de les espècies depredadores més grans, incloent-hi la tonyina i el peix espasa, han caigut un 90% des de la dècada del 1950.
La capacitat de recuperació d'una zona pesquera després de la sobrepesca depèn de si les condicions de l'ecosistema es poden recuperar. L'ecosistema pot quedar molt afectat o que hi entrin altres espècies. Per exemple la sobrepesca de la truita de riu pot fer entrar la carpa i fer impossible que hi torni a haver truites de riu.

## Tipus
- Sobrepesca biològica: la mortalitat causada per la pesca arriba al nivell de disminució del creixement de la biomassa. Si la pressió pesquera augmenta hi haurà una disminució neta de la biomassa i la desaparició total del recurs.
- Sobrepesca bioeconòmica: té en compte els costos associats a la pesca. En sobrepesca els beneficis seran decreixents i després passaran a pèrdues netes.

## Conseqüències
Segons un informe de l'ONU de l'any 2008 les flotes de pesca mundials perden un 50.000 milions de dòlars cada any a causa de la sobreexplotació i mala gestió dels recursos pesquers. Aquest informe va ser redactat conjuntament pel Banc Mundial i la FAO destaca que la meitat de la flota pesquera mundial podria ser desmantellada mantenint les captures actuals. A més la biomassa global dels bancs de peixos s'ha reduït fins a un punt en què ja no és possible esperar captures tan abundants com en el passat.